# Henry Madin
Henry Madin, né le 7 octobre 1698 à Verdun et mort le 3 février 1748 à Versailles, est un compositeur français.

## Biographie
Gentilhomme d'origine irlandaise, Henry Madin apprend la musique à Verdun, parmi les enfants chantant dans la maîtrise de la cathédrale. Après avoir longtemps dirigé d'autres chœurs d'églises (ceux des cathédrales de Meaux, Verdun, Tours et pour finir celui de la cathédrale de Rouen), Madin s’installe à Versailles, pour le service du Roi, en 1738 tout d'abord, afin d'assurer un des quartiers à la chapelle royale. À partir de 1741, protégé par Louis XV, Madin obtient une charge de Gouverneur des Pages, succédant ainsi au compositeur André Campra. Après la quittance de celui-ci, en 1740, il partage les charges de son quartier avec les compositeurs Esprit Antoine Blanchard et Jean-Joseph Cassanéa de Mondonville, en tant que quartier d'octobre, jusqu'à son décès.

## Œuvres
Madin est l’auteur de nombreuses œuvres de musique sacrée. Parmi celles-ci, des motets (en particulier un Diligam te Domine et un Notus in Judæa, donnés au Concert Spirituel des Tuileries jusqu'en 1762). Ces motets ont notamment été enregistrés par Le Concert Lorrain et Anne-Catherine Bucher en 2007. L'Académie de musique de Lyon en inscrivit six à son répertoire. Ses motets figureront encore à celui de la chapelle royale de Versailles (dirigée par un de ses successeurs, le compositeur François Giroust), pendant le premier semestre de l'année 1792, juste avant la disparition de cette institution avec le renversement de Louis XVI. Attaché aux traditions des cathédrales de province, Henry Madin publia également, chez Ballard (entre 1741 et 1747), quatre messes à quatre voix, a cappella, écrites en une langue mélangeant le contrepoint traditionnel au style de son temps, et présentées en grand livre de chœur, 
ainsi qu'un Te Deum.
Il est également l'auteur d'un ouvrage de théorie musicale, le Traité de contrepoint simple, ou Chant sur le Livre (Paris, 1742).

## Sources
- Jean-Paul Montagnier, Henry Madin (1698-1748). Un musicien Lorrain au service de Louis XV, préface de Davitt Moroney. Langres : Editions Dominique Guéniot, 2008.
- Jean-Paul Montagnier,  "De Galway à Verdun: les origines irlandaises du compositeur Henry Madin," Le Pays lorrain, 108e année, vol. 92 (Décembre 2011), pp. 375–377.
- Henry Madin, Les Messes, édition de Jean-Paul Montagnier. Versailles : Centre de musique baroque de Versailles, 2003.
- Henry Madin, Te Deum, édition de Jean-Paul Montagnier. La Petite-Raon, Nancy : Entreprise & culture en Lorraine, 2017.
- Louis-Joseph Marchand, Henry Madin, Traités du contrepoint simple, textes présentés par Jean-Paul Montagnier. Paris : Société française de musicologie, 2004.
- Jean-Paul Montagnier, « Un motet, deux auteurs, un copiste : les Cantate Domino ChG.36 et HM.12 de Charles-Hubert Gervais et Henry Madin », Revue de musicologie 97 (2011), pp. 329-360.
- Jean-Paul Montagnier, « Le Venite exultemus d'Henry Madin “arrangé” par Jean-Joseph Rodolphe », in Musique et musiciens en Lorraine. Milieux, acteurs, sources. Actes du colloque d’Épinal du 28 novembre 2009, sous la direction d'Yves Ferraton. Langres : Éditions Dominique Guéniot, 2009, pp. 261-276.
- Jean-Paul Montagnier, The Polyphonic Mass in France, 1600-1780: The Evidence of the Printed Choirbooks. Cambridge : Cambridge University Press, 2017.
- Bernadette Lespinard, « Madin, Henry », in Dictionnaire de la musique en France aux XVIIe et XVIIIe siècles, sous la direction de Marcelle Benoit. Paris, Fayard, 1992.
- Jean-Paul Montagnier, « The War of The Austrian Succession and the Masses by Henry Madin (1741-1748) », Music & Letters, n° 100 (Août 2019), pp. 391-419.